# Базилиск (топ)
Базилиск (енгл. Basilisk), врста тешког артиљеријског оруђа глатке цеви коришћена у касном средњем веку.

## Карактеристике
Митолошки базилиск је био змија чији је сам поглед био смртоносан. У Шпанији, под базилиском су сматрани топови великог калибра, који су избацивали пројектиле теже од 80 фунти. Топови овог типа, ливени од бронзе, били су изузетно масивни и тешки, са зидовима дебљине до 4 калибра и отвором дужине до 30 калибара. У пракси, тако огромна оруђа су била од мале користи, осим у сталним утврђењима. Била је потребна огромна посада да их помери, лафети су се лако ломили под њиховом тежином и трошили су огромне количине муниције. Европљани су га ретко користили, али су Османлије користиле пар базилиска у опсади Малте 1565. године, који су испаљивали кугле од 150 и 200 фунти. Топ од 200 фунти се откачио док је био укрцаван у галију за повратак кући и трајно је потонуо на дно мора. Његов парњак је остављен на острву, где је постао туристичка атракција у 19. веку.